# Філіпп де Голль
Філіп Анрі Ксав'є Антуан де Голль (фр. Philippe Henri Xavier Antoine de Gaulle; 28 грудня 1921, Париж, Третя Французька Республіка — 12 або 13 березня 2024, Париж) — французький адмірал у відставці та колишній сенатор. Був старшою дитиною і єдиним сином генерала Шарля де Голля, першого президента П'ятої Французької Республіки та його дружини Івонни Вандру.

## Біографія
Філіп Де Голль народився в Парижі 28 грудня 1921 року і був охрещений 8 червня наступного року в церкві Сен-Франсуа-Ксав'є у VII окрузі. Він здобув освіту в Колежі Станіслава де Парі, де також навчався його батько, і згодом вступив на службу до військово-морського флоту Франції. Шарль де Голль стверджував, що Філіпа отримав ім'я на честь предка сім'ї Жана-Батиста де Голля, але за іншою версією його назвали на честь генерала Філіпа Петена, великим шанувальником якого був його батько.

## Політична кар'єра
Протягом 1986—2004 років де Голль обіймав посаду сенатора від Парижа. Ближче до кінця 1960-х років голлістська партія, яку очолював Жан Боцці, вважала де Голля єдиним законним спадкоємцем голлізму. Вплив Де Голля, однак, залишався досить низьким.

## Особисте життя
30 грудня 1947 року де Голль одружився з Генрієттою де Монталамбер Сер (1 січня 1929 — 22 червня 2014). У пари народилося четверо синів:
- Шарль де Голль II (нар. 25 вересня 1948), корпоративний юрист та політик, член Європейського парламенту від партії «Рух за Францію».
- Ів де Голль (нар. 1 вересня 1951), генеральний секретар GDF SUEZ.
- Жан де Голль (13 червня 1953), депутат Національних зборів Франції (1986—2007).
- П'єр де Голль (нар. 20 червня 1963).

Де Голль помер у ніч з 12 на 13 березня 2024 року у віці 102 років.